# Chet Pickard
Chet Pickard (* 29. November 1989 in Moncton, New Brunswick) ist ein deutsch-kanadischer Eishockeytorwart, der zuletzt bis zum Ende der Saison 2023/24 bei den Adler Mannheim aus der Deutschen Eishockey Liga (DEL) unter Vertrag gestanden hat. Zuvor war Pickard bereits einmal für die Adler aktiv und gewann mit ihnen im Jahr 2019 die Deutsche Meisterschaft. Weitere Stationen in der DEL waren die Iserlohn Roosters und Grizzlys Wolfsburg. Sein jüngerer Bruder Calvin Pickard ist ebenfalls professioneller Eishockeytorwart.

## Karriere

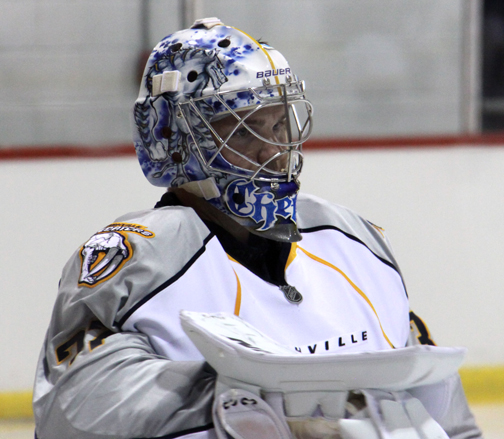
Pickard im Trikot der Nashville Predators (2010)

Chet Pickard spielte in der Saison 2004/05 für die Winnipeg Monarchs in der Manitoba Midget Hockey League. Im folgenden Jahr wechselte er in die Western Hockey League (WHL) zu den Tri-City Americans, die ihn 2004 beim WHL Bantam Draft ausgewählt hatten. In seinen ersten beiden Spielzeiten war er Ersatztorwart hinter Carey Price. Ab der Saison 2007/08 war Pickard Stammtorwart der Americans und zeigte herausragende Leistungen, sodass er im Jahr 2008 die Auszeichnung zum CHL Goaltender of the Year erhielt. Beim NHL Entry Draft 2008 wurde er in der ersten Runde an 18. Stelle von den Nashville Predators aus der National Hockey League (NHL) ausgewählt, womit er der erste ausgewählte Torwart des Drafts war. Nachdem Pickard im Vorjahr mit den Tri-City Americans bis ins Conference-Finale der WHL-Playoffs gekommen war, schied das Team in der Spielzeit 2008/09 bereits im Conference-Halbfinale gegen den späteren Meister Kelowna Rockets aus.
Zur Saison 2009/10 unterschrieb Pickard einen Einstiegsvertrag bei den Nashville Predators. Er bildete beim Farmteam Milwaukee Admirals in der American Hockey League (AHL) ein Torwartduo mit Mark Dekanich, einer weiteren Draftwahl der Predators. In den folgenden beiden Jahren wurde Pickard in die ECHL zu den Cincinnati Cyclones geschickt. Nachdem seine Leistungen in den ersten drei Jahren nicht den Erwartungen entsprachen, wechselte Pickard im Sommer 2012 in die zweite schwedische Liga zu Djurgårdens IF. In der HockeyAllsvenskan war er Stammtorwart und konnte sich mit dem Hauptstadtklub für die Playoffs qualifizieren, aber nicht aufsteigen. In der Saison 2013/14 kehrte Pickard nach Nordamerika zurück und spielte für die Oklahoma City Barons in der AHL sowie die Bakersfield Condors in der ECHL. Zum Spieljahr 2014/15 unterschrieb der Kanadier bei den Odense Bulldogs aus der dänischen Metal Ligaen, für die er sämtliche Spiele bestritt.
Im Mai 2015 wechselte Pickard zu den Iserlohn Roosters in die Deutsche Eishockey Liga (DEL). Er unterschrieb einen Jahresvertrag mit Option und war als Ersatzmann von Stammtorhüter Mathias Lange eingeplant. Da beide Torhüter gute Leistungen zeigten, wurden die Spielanteile über den Verlauf der Saison geteilt. Pickard kam auf 26 Spiele in der Hauptrunde, während Lange 30 Einsätze bekam. In der folgenden Spielzeit kam Pickard auf ebenso viele Einsätze, während Lange die Mehrheit der Spielanteile erhielt. Im April 2017 wurde der Schlussmann vom Ligakonkurrenten Adler Mannheim einen Zweijahresvertrag ausgestattet. Am Ende der Saison 2018/19 gewann er mit den Adlern seinen ersten Deutschen Meistertitel. Nach diesem Erfolg wechselte er innerhalb der DEL zu den Grizzlys Wolfsburg und erhielt dort einen Zweijahresvertrag, den er bereits im Januar 2019 unterschrieben hatte. Er war bis zum Juli 2022 bei den Grizzlys Wolfsburg in der DEL angestellt, ehe der 32-Jährige um die Auflösung seines laufenden Vertrags bat und seine aktive Laufbahn umgehend beendete.
In der Folge pausierte der inzwischen eingebürgerte Deutsch-Kanadier bis zum Januar 2024, ehe sein Ex-Klub Adler Mannheim das Comeback des Torhüters verkündete. Pickard war hinter Arno Tiefensee und Felix Brückmann als dritter Torwart eingeplant, blieb im restlichen Saisonverlauf aber ohne Einsatzminuten. Am Ende der Spielzeit 2023/24 verließ der Torwart den Klub.

### International
Mit der kanadischen U20-Nationalmannschaft nahm Pickard an der U20-Junioren-Weltmeisterschaft 2009 teil. Dabei kam er als Ersatzmann hinter Dustin Tokarski zu zwei Einsätzen, bei denen er das Team jeweils als Sieger vom Feld führte. Am Turnierende gewannen die Kanadier die Goldmedaille.

## Erfolge und Auszeichnungen
| - 2008 Del Wilson Trophy - 2008 WHL West First All-Star Team - 2008 CHL Goaltender of the Year - 2008 CHL First All-Star Team | - 2009 Del Wilson Trophy - 2009 WHL West First All-Star Team - 2016 Höchste Fangquote der DEL-Hauptrunde - 2019 Deutscher Meister mit den Adler Mannheim |

### International
- 2009 Goldmedaille bei der U20-Junioren-Weltmeisterschaft

## Karrierestatistik

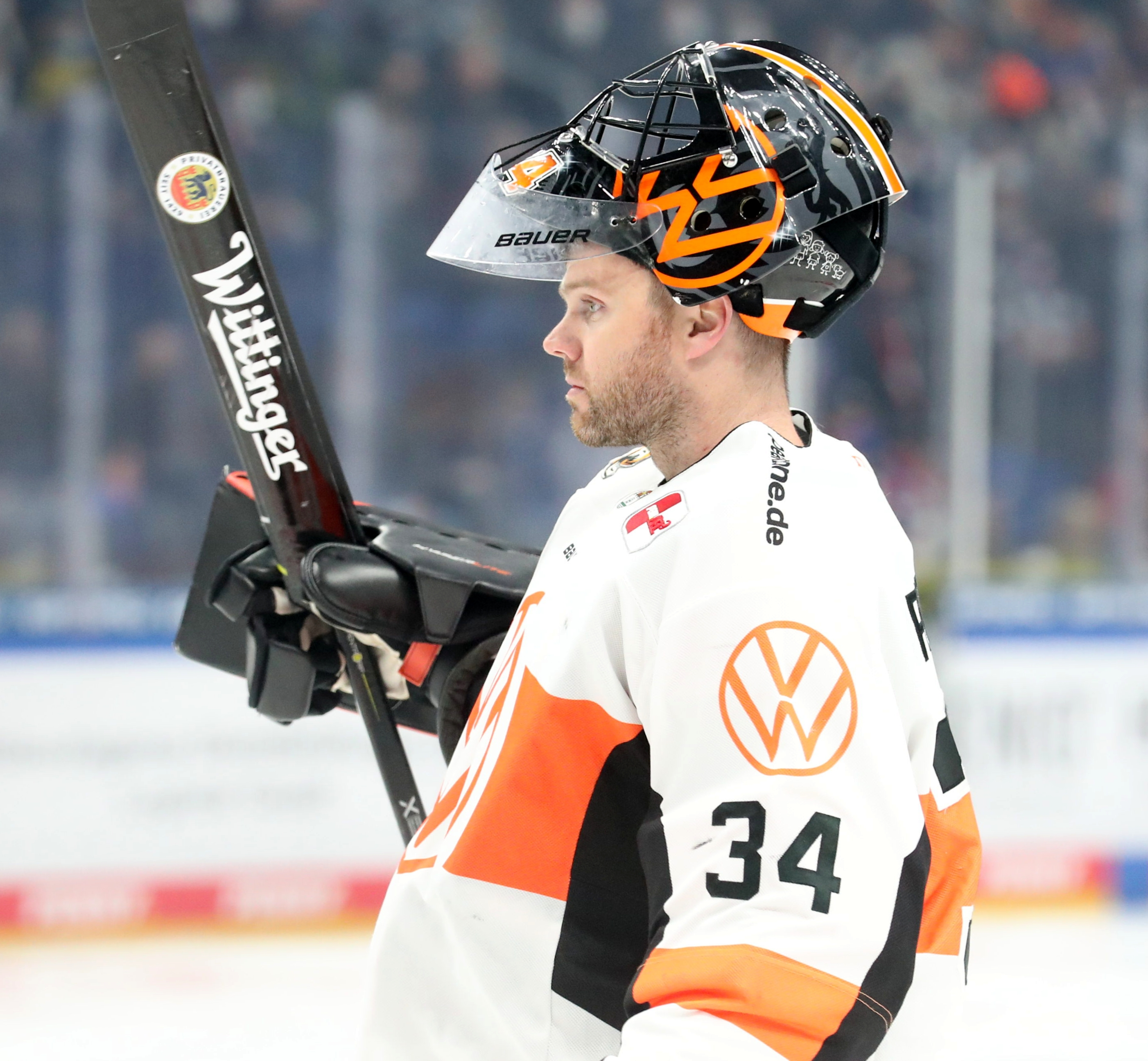
Pickard als Spieler der Grizzlys Wolfsburg (2022)

Stand: Ende der Saison 2023/24

### International
Vertrat Kanada bei:
- U20-Junioren-Weltmeisterschaft 2009

(Legende zur Torhüterstatistik: GP oder Sp = Spiele insgesamt; W oder S = Siege; L oder N = Niederlagen; T oder U oder OT = Unentschieden oder Overtime- bzw. Shootout-Niederlage; Min. = Minuten; SOG oder SaT = Schüsse aufs Tor; GA oder GT = Gegentore; SO = Shutouts; GAA oder GTS = Gegentorschnitt; Sv% oder SVS% = Fangquote; EN = Empty Net Goal; 1 Play-downs/Relegation; Kursiv: Statistik nicht vollständig)